# 6189 Фьольк
6189 Фьольк (6189 Völk) — астероїд головного поясу, відкритий 2 березня 1989 року.
Тіссеранів параметр щодо Юпітера — 3,570.